# Mauldin
Mauldin è un comune degli Stati Uniti d'America, situato in Carolina del Sud, nella Contea di Greenville.